# Team Skil-Moser

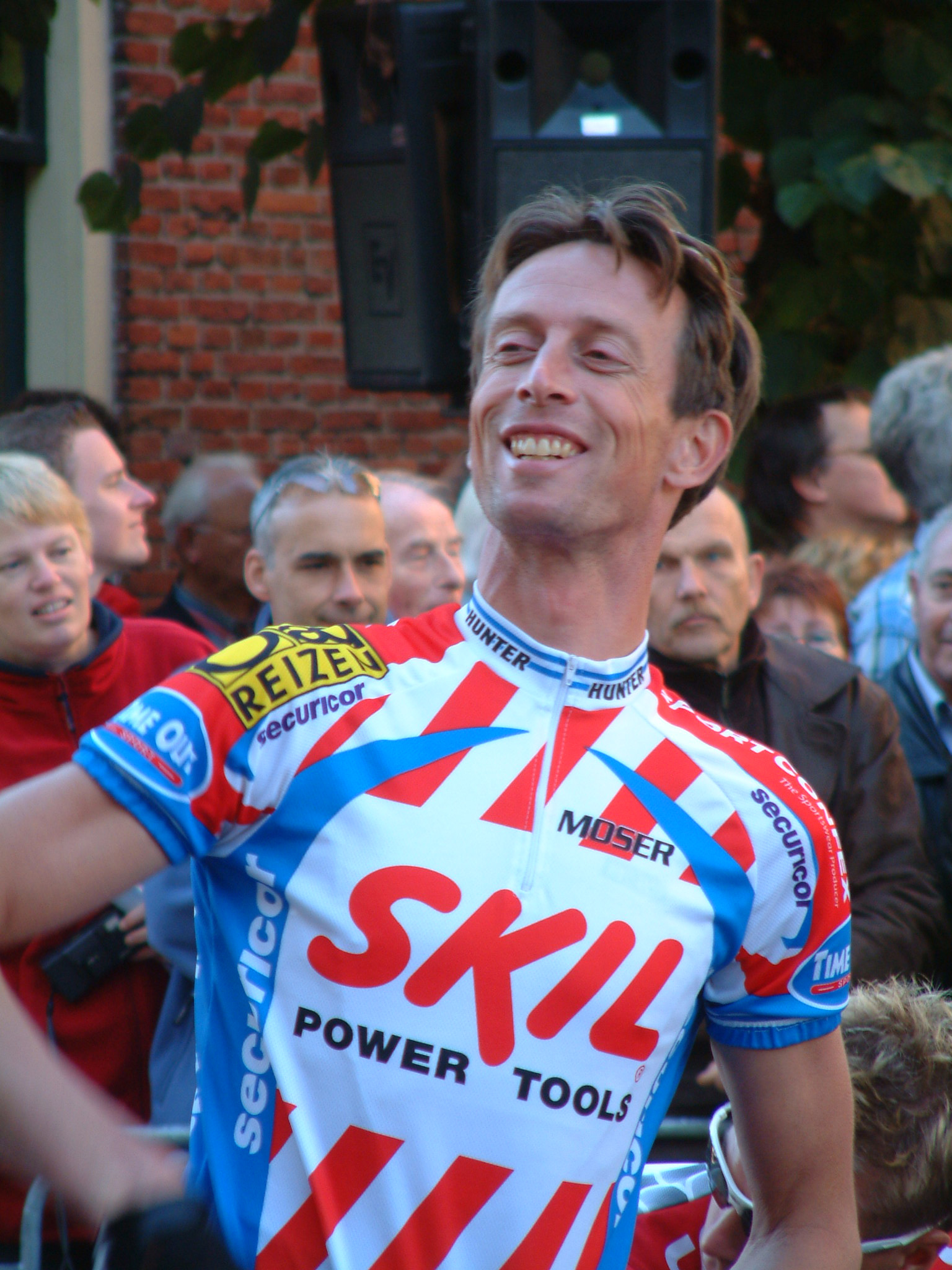
Bart Voskamp

El Team Skil-Moser (codi UCI: TSM) va ser un equip ciclista neerlandès professional en ruta. Va competir la temporada 2005.
No s'ha de confondre amb els equips Team Moser-AH-Trentino o Skil-Shimano

## Classificacions UCI
L'equip participa en els Circuits continentals de ciclisme. La següent classificació estableix la posició de l'equip en finalitzar la temporada.
UCI Europa Tour
| Temporada | Classificació per equips | Millor ciclista en la classificació individual |
| --------- | ------------------------ | ---------------------------------------------- |
| 2005      | 75è                      | Dariusz Rudnicki (318è)                        |